# 사생활 보호에 대한 기대
사생활 보호에 대한 합리적 기대는 개인이 가지는 자신의 사적인 영역이나 생활이 공개되지 않으리라는 합리적인 기대를 말한다.

## 미국의 형사소송법
미국 수정 헌법 제4조에 따라서 개인이 사생활 보호에 대한 기대를 가지고 있는 영역을 수색하기 위해서는 적법하게 발급된 영장을 필요로 한다. 어떤 영역이 사생활 보호의 기대의 영역인지는 제반사정을 종합적으로 고려해서 판단한다.
미국법에 따르면 손으로 쓴(친필) 샘플, 음성 샘플, 은행 기록, 전화 사용기록, 개인 전화 대화내용(대화 상대방과 관련된), 공립학교의 물품들, 버려진 재산, 개가 냄새로 찾아낸 물건들, 음주운전 검문소에서 발견된 사항, "노지(들판)"에 있는 물건들은 사생활 보호에 대한 기대가 없어서 영장없이 경찰이 수색가능하다. 

### 사례
- 연방경찰은 피의자가 성매매 조직망을 운영한다고 믿을 상당한 이유 하에 경관을 피의자가 투숙한 모텔 객실에 보내 피의자가 잠시 방에서 나간 사이, 모텔주인 이모씨의 협조로 피의자의 방 내부를 조사하였다. 경관은 기대하였던 성매매 화대를 발견하지 못하였으나 대신 침대 위에 성매매 내역이 자세하게 기록되어 있는 장부를 발견하고 이를 압수하였다. 이 경우, 이 수색은 영장없이 이루어져 미국수정헌법 제4조가 보장하는 사생활 보호에 대한 기대를 침해하여 위법한 수색으로 이 장부는 증거능력이 없게 된다.

- 그는 한밤중에 자신의 온실에 불투명 판유리들을 교체했을 때, 남들이 볼 수 있게 개방되어 있지 않았기 때문에 그는 온실에서의 사생활에 대한 합리적인 기대를 갖고 있었다.
- 감옥에서 수형자는 사생활 보호에 대한 기대를 가지지 않는다.

## 같이 보기
- 법의유전학